# (794) Irenaea
(794) Irenaea – planetoida z pasa głównego asteroid okrążająca Słońce w ciągu 5 lat i 195 dni w średniej odległości 3,13 au. Została odkryta 27 sierpnia 1914 roku w Obserwatorium Uniwersyteckim w Wiedniu przez Johanna Palisę. Nazwa pochodzi od Irene Hillebrand, córki austriackiego astronoma Edmunda Weissa, dyrektora wiedeńskiego obserwatorium. Przed nadaniem nazwy planetoida nosiła oznaczenie tymczasowe (794) 1914 VB.